# Flavio Boeto
Flavio Boeto (in greco antico Φλάβιος Βοηϑός, Phlábios Boēthós; Tolemaide, ... – 169) è stato un filosofo e politico romano vissuto nel II secolo d.C.

## Biografia
Nato a Tolemaide, discepolo di Alessandro di Damasco, fu un filosofo di orientamento peripatetico.
Fu console suffetto in un anno incerto intorno al 160, probabilmente il 164.
Introdusse Galeno presso l'aristocrazia romana e alla corte di Marco Aurelio; proprio Galeno lo ricorda spesso nelle sue opere. Durante la prima visita di Galeno a Roma (162-166) fu nominato governatore della Syria Palaestina, carica che mantenne fino alla morte, avvenuta dopo il ritorno di Galeno in Italia del 168, probabilmente nel 169.